# Arfons
Arfons település Franciaországban, Tarn megyében. Lakosainak száma 178 fő (2022. január 1.). Arfons Lacombe, Laprade, Saissac, Dourgne, Escoussens, Massaguel, Sorèze és Verdalle községekkel határos.

## Népesség
A település népességének változása:
| Lakosok száma | 182  | 177  | 176  | 180  | 168  | 164  | 165  | 167  | 167  | 178  |
|               | 2010 | 2013 | 2015 | 2016 | 2017 | 2018 | 2019 | 2020 | 2021 | 2022 |